# Anaglyptus dolosulus
Anaglyptus dolosulus là một loài bọ cánh cứng trong họ Cerambycidae.